# Directive anticipée
La directive anticipée (parfois utilisé au pluriel sous la forme : directives anticipées ou testament biologique) est un document écrit, daté et signé par lequel une personne rédige ses volontés quant aux soins médicaux qu'elle veut ou ne veut pas recevoir dans le cas où elle serait devenue inconsciente ou elle se trouverait dans l'incapacité d'exprimer sa volonté.

## Déclaration de Lisbonne
La déclaration de Lisbonne de l'Association médicale mondiale sur les droits du patient énonce que « si le patient est inconscient et si, en l'absence du représentant légal, il y a nécessité urgente d'intervention médicale, le consentement du patient sera présumé, à moins que sur la base d'une conviction ou ferme déclaration préalable, il ne soit évident et indéniable qu'il aurait, dans pareil cas, refusé l'intervention. »
Ce document est appelé en anglais : living will et « testament biologique » dans d'autres pays.

## Droit par pays

### Canada

#### Québec
En droit québécois, l'article 11 al. 2 du Code civil du Québec prévoit que les directives médicales anticipées en application de la Loi concernant les soins de fin de vie sont valides à donner ou à refuser le consentement lorsque l'intéressé est inapte à le donner ou à le refuser. L'article 15 C.c.Q. prévoit qu'en cas d'inaptitude à consentir, et en l'absence de directives médicales anticipées, le consentement est donné par le mandataire, le tuteur ou le curateur.
Les directives anticipées d'aide médicale à mourir (ci-après AMM) sont controversées car bien qu'elles sont autorisées par la loi provinciale, elles ne sont toujours pas explicitement autorisées par le Code criminel du Canada (ci-après C.cr.). Dans les circonstances, le Directeur des poursuites criminelles et pénales  (DPCP, ministère public québécois) a émis une directive de ne pas poursuivre les médecins qui pratiquent cette forme d'aide médicale à mourir, mais comme il s'agit simplement d'une directive provinciale et non pas d'une loi pénale fédérale, plusieurs médecins qui pratiquent l'AMM conformément aux règles générales refusent de pratiquer l'AMM par anticipation au motif qu'ils courent théoriquement le risque d'être accusés de meurtre ou d'homicide involontaire coupable (par l'interaction des articles 222 (4) C.cr. et 227 C.c.r) si la directive québécoise est éventuellement retirée, si le ministère public fédéral (hors DPCP) ignore la directive provinciale québécoise ou si un médecin québécois s'installe dans une autre province canadienne qui ignore la directive provinciale québécoise,

### France
En France, la possibilité d'écrire des directives anticipées a été introduite dans la loi du 22 avril 2005 (dite loi Leonetti) et le décret du 6 février 2006. Selon l'article L1111-11 du Code de la santé publique, dans sa version actuelle issue de la loi du 2 février 2016, « ces directives anticipées expriment la volonté de la personne relative à sa fin de vie en ce qui concerne les conditions de la poursuite, de la limitation, de l'arrêt ou du refus de traitement ou d'acte médicaux ».
Elles revêtent la forme d'un document écrit, daté et signé par leur auteur dûment identifié par l'indication de ses nom, prénom, date et lieu de naissance.
La loi Claeys-Leonetti permet ainsi à toute personne majeure de faire une déclaration écrite, appelée « directive anticipée », concernant ses choix en matière de fin de vie et de désigner une personne de confiance pour faire respecter ses volontés.
Chacun peut inscrire dans ce document son refus ou sa volonté de poursuivre, de limiter ou d’arrêter les traitements ou les actes médicaux. Leur reformulation est toujours possible.
Ce document a pour but d’aider les médecins, le moment venu, à prendre des décisions conformément à la volonté du patient. La directive anticipée est en effet contraignante pour le médecin qui doit respecter le choix et le droit du patient, à bénéficier de l’arrêt de tout traitement et/ou de la sédation profonde et continue jusqu’au décès.
L’Association pour le droit de mourir dans la dignité (ADMD) fournit à ses adhérents un modèle de directives anticipées et les aide à rédiger ce document, si besoin.
Il existe plusieurs façons de faire connaître ses directives anticipées :
- Les enregistrer dans le dossier médical partagé (espace numérique de santé de l'Assurance maladie) ;
- Les confier à son médecin traitant ;
- Les confier à un proche ;
- Les confier à l'hôpital ou à l'établissement d'hébergement pour personnes âgées dépendantes (EHPAD) ;
- Les conserver chez soi[15].

### Italie
Le 20 avril 2017, la Chambre des députés a adopté la loi dite sur le testament biologique, par 326 voix pour, 37 contre et 4 abstentions. Pour valider la loi, le Sénat a également dû approuver le texte, chose faite, le 14 décembre 2017, par 180 voix pour et 71 contre. La loi prévoit le droit à chacun de refuser tout traitement en phase terminale et accorde à toute personne majeure en fin de vie la possibilité de renoncer aux traitements médicaux, mais aussi à l'alimentation et à l'hydratation. Pour une personne mineure, un tuteur légal ou sa famille la plus proche pourront prendre une décision à sa place. Il est prévu que ce choix soit exprimé par anticipation via des dispositions anticipées de traitement, document révocable ou révisable (écrit ou vidéo) où chacun précise les traitements auxquels il souhaite renoncer s'il se trouvait un jour dans l'incapacité d'exprimer des préférences.

### Suisse
Le Code civil suisse établit la possibilité, pour toute personne capable de discernement, de rédiger des directives anticipées afin de préciser ses choix en matière de traitements médicaux, pour le cas où elle serait empêchée de les exprimer, par exemple en cas de coma. La personne peut désigner un représentant, qui pourrait s'entretenir avec le médecin si elle devenait incapable de discernement, et lui donner des instructions. Des sociétés médicales comme la Fédération des médecins helvétiques (FMH) et l'Académie suisse des sciences médicales encouragent cette démarche qui évite des dilemmes difficiles et décharge les proches.

### Royaume-Uni
Le Mental Capacity Act (en) du Royaume-Uni de 2005  établit la possibilité, pour les personnes capables de discernement en Angleterre et en Pays de Galles, de rédiger des directives anticipées afin de préciser ses refus en matière de traitements médicaux, pour le cas où elles seraient empêchées de les exprimer, par exemple en cas de coma. Une société médicale (Advance & Future Care Planning NHS Wales Executive) sous la direction de Mark Taubert a établi plusieurs documents qui encouragent cette démarche,.